# Вахрушево (город)
Ва́хрушево (укр. Вахрушеве) / Боково-Хрустальное (Боково-Хрустальне) — город в Луганской области Украины. С весны 2014 года находился под контролем управляемой из России марионеточной Луганской Народной Республики. В настоящее время под российской оккупацией.
Подчинён городскому совету города Красный Луч/Хрустальный.

## Географическое положение
По юго-западной окраине города, ограниченной руслом реки Миус, проходит граница между Луганской и Донецкой областями. В западных кварталах Вахрушево в реку Миус впадает её левый приток Миусик.
Соседние населённые пункты: посёлок Княгиневка и город Миусинск (ниже по течению Миуса) на юго-востоке, посёлки Хрустальное, Хрустальный и город Красный Луч/Хрустальный на востоке, посёлки Софиевский на северо-востоке, Грушёвое, Урожайное, Тамара на севере, Красный Кут (выше по течению Миусика) на северо-западе, Садово-Хрустальненский на западе; в Донецкой области посёлок Андреевка на юго-западе.

## История
Город был образован в 1954 году в результате объединения четырёх рабочих посёлков, возникших вокруг угольных шахт (12бис, 7/8, 13бис, 5/7 и «Яновская»), назван в честь Василия Васильевича Вахрушева, бывшего министра угольной промышленности СССР.
В январе 1959 года численность населения составляла 11 470 человек.
В 1963 году Вахрушево получило статус города.
В 1979 году здесь действовали две каменноугольные шахты, обогатительная фабрика, ремонтно-механический завод, цех Краснолучской швейной фабрики, Краснощёковское рудоуправление, комбинат бытового обслуживания, два ПТУ, 7 общеобразовательных школ, музыкальная школа, две больницы и 9 иных лечебных учреждений, Дом культуры, 4 библиотеки и 4 клуба.
В январе 1989 года численность населения составляла 18 162 человек, основой экономики являлась добыча каменного угля.
В мае 1995 года Кабинет министров Украины утвердил решение о приватизации находившегося в городе Краснощековского карьера.
В 2008 году была закрыта одна из городских школ.
На 1 января 2013 года численность населения составляла 11 878 человек.
12 мая 2016 года Верховная Рада Украины переименовала город Вахрушево в Боково-Хрустальное в рамках кампании по декоммунизации на Украине. Российские оккупационные власти продолжили использовать прежнее название.

## Население
| 1968   | 1988    | 2011    |
| ------ | ------- | ------- |
| 30 000 | ↘19 600 | ↘12 197 |

## Промышленность
Добыча каменного угля, центральная обогатительная фабрика «Яновская». Ремонтно-механический завод.

## Транспорт
Город расположен в 9 км от железнодорожной станции Красный Луч Донецкой железной дороги.
Также через город проходит шоссейная дорога.

## Известные жители
- Борзых, Василий Лаврентьевич[источник не указан 1550 дней] — шахтёр, Герой Социалистического Труда